# Liliane Wouters
Liliane Wouters (Elsene, 5 februari 1930 – Gilly, 28 februari 2016) was een Belgische schrijfster van poëzie en theaterstukken.

## Biografie
Wouters, die in het Frans schreef, begon met schrijven in de jaren 50. Ze was lid van de Académie royale de langue et de littérature françaises de Belgique en de Koninklijke Vlaamse Academie voor Nederlandse Taal en Letterkunde. Onder haar werken bevinden zich ook vertalingen in het Frans (onder meer van werken van Guido Gezelle) en bloemlezingen.
In haar carrière won ze verschillende prijzen uit de Franstalige literaire wereld zoals de Prix Goncourt en de Prix Guillaume-Apollinaire.
Wouters overleed in 2016 op 86-jarige leeftijd. Na de uitvaartmis in de Saint-Lambertkerk in Jumet, werd ze bijgezet op het kerkhof van Ransart-Bois.